# Les Dames du Méditerranée-Express
 (octobre 2024).
Si vous disposez d'ouvrages ou d'articles de référence ou si vous connaissez des sites web de qualité traitant du thème abordé ici, merci de compléter l'article en donnant les références utiles à sa vérifiabilité et en les liant à la section « Notes et références ».
Les Dames du Méditerranée-Express est une série de trois romans de Juliette Benzoni parus de 1990 à 1993 et publiée chez Julliard, puis en poche aux éditions Pocket.

## Romans
- La Jeune Mariée (1990)
- La Fière Américaine (1991)
- La Princesse mandchoue (1993)